# Scream (singel Timbalanda)
Scream – piosenka R&B/hip-hop stworzona przez Timothy Mosley, Floyd Nathanial Hills, Keri Hilson i Nicole Scherzinger na drugi, studyjny album Timbalanda, Timbaland Presents Shock Value (2007). Wyprodukowany przez Danja oraz Timbalanda, utwór wydany został jako czwarty singel z krążka dnia 20 maja 2007 w Stanach Zjednoczonych w systemie Airplay.

## Teledysk
Teledysk do singla reżyserowany był przez Justina Francisa oraz premierę odbył dnia 16 stycznia 2008 roku na portalu Yahoo! Music. Klip rozpoczyna się ujęciem przedstawiającym Timbalanda śpiewającego podczas masażu przez dwie profesjonalne masażystki. Nagle widać scenę, w której śpiewają Hilson oraz Scherzinger w czarnych maskach, w podziemnym parkingu. Następnie widać samą Hilson śpiewającą w samochodzie oraz w pomieszczeniu. Potem Scherzinger pojawia się nucąca utwór w windzie oraz w czarnej masce przy samochodzie. Obie piosenkarki tańczą na tle Buick’a Rivera model 1965 i Forda Mustanga model 1969 Boss 429. Kolejne ujęcie ukazuje Timbalanda planującego ze swoimi przyjaciółmi skok na bank. Potem pojawia się scena, w której wszyscy wykonujący utwór śpiewają razem. W finalnym ujęciu Timbaland wraz z mężczyznami udają się w stronę wcześniej wspomnianego banku.

## Lista utworów i formaty singla
Międzynarodowy CD singel
1. „Scream” (Album version) – 5:41
2. „Scream” (Videoclip) – 3:52

Międzynarodowy CD-maxi singel
1. „Scream” (Radio Edit) – 3:44
2. „Scream” (Album version) – 5:41
3. „Scream” (Instrumental) – 5:42
4. „Scream” (Videoclip) – 3:52

Australijski / Brytyjski CD singel
1. „Scream” (Radio Edit) – 3:44
2. „Scream” (Instrumental) – 5:42

## Pozycje na listach
| Lista przebojów (2008)       | Najwyższa pozycja |
| ---------------------------- | ----------------- |
| Australia ARIA Singles Chart | 20                |
| Austria Singles Chart        | 18                |
| Belgia Singles Chart         | 15                |
| Dania Singles Chart          | 30                |
| Holandia Top 40 Chart        | 13                |
| Finlandia Singles Chart      | 6                 |
| Kanada Billboard Hot 100     | 41                |
| Irlandia Singles Chart       | 10                |

| Lista przebojów (2008)            | Najwyższa pozycja |
| --------------------------------- | ----------------- |
| Niemcy Singles Chart              | 9                 |
| Norwegia Singles Chart            | 17                |
| Nowa Zelandia RIANZ Singles Chart | 9                 |
| Szwajcaria Singles Chart          | 45                |
| Szwecja Singles Top 60 Chart      | 6                 |
| UK Singles Chart                  | 12                |
| United World Chart                | 27                |
| USA Billboard Hot 100             | 122               |
| USA Billboard Pop 100             | 50                |